# Anna Faris
Anna Kay Faris (Baltimore, Maryland, 1976. november 29. –) amerikai színésznő.

## Fiatalkora és pályafutása
Baltimore-ban született Karen és Jack Faris gyermekeként. Egy fiútestvére van, Robert. 
Első fontosabb filmszerepét 1999-ben kapta a The Lovers Lane című horrorfilmben.
Komikus szerepeivel vált ismertté, a Horrorra akadva-filmekben (2000–2006) a főszereplő Cindy Campbellt alakította. A 2000-es évek folyamán feltűnt még a Tökös csaj (2002), az Elveszett jelentés (2003), a Brokeback Mountain – Túl a barátságon (2005), a Csak barátok (2005), A szuper exnőm (2006), A házinyuszi (2008) című filmekben. 2010-től fontosabb szerepei voltak olyan filmekben, mint a Számos pasas (2011), A diktátor (2012) és az Átejtve (2018).
2004-ben a Jóbarátok utolsó évadjának visszatérő szereplője volt. 2013–2020	között az Anyák gyöngye című szituációs komédiában főszerepelt. Szinkronszínészként hangját kölcsönözte a Derült égből fasírt (2009–2013) és az Alvin és a mókusok-filmekben (2009–2015).
2017-ben jelent meg Unqualified című memoárja, mely a The New York Times bestsellere lett.

## Magánélete
2004-ben hozzáment Ben Indra színészhez, akivel 1999-ben ismerkedett meg a Lovers Lane forgatásán. 2007. április 3-án elváltak, utána egy kis ideig hajléktalanként élt. 
2009. január 29-én ismét oltár elé állt, ahol Chris Pratt színésznek mondta ki a boldogító igent. A fiuk (Jack) 2012-ben született. 2018-ban elváltak.
2021-ben férjhez ment Michael Barrett filmoperatőrhöz.

## Filmográfia

### Film
| Év   | Magyar cím                                             | Eredeti cím                                  | Szerep                             | Magyar hang        | Rendező                       |
| ---- | ------------------------------------------------------ | -------------------------------------------- | ---------------------------------- | ------------------ | ----------------------------- |
| 1996 | Éden                                                   | Eden                                         | Dithy                              |                    | Howard Goldberg               |
| 1999 |                                                        | Lovers Lane                                  | Jannelle Bay                       |                    | Jon Steven Ward               |
| 2000 | Horrorra akadva, avagy tudom, kit ettél tavaly nyárson | Scary Movie                                  | Cindy Campbell                     | Vadász Bea         | Keenen Ivory Wayans (1)       |
| 2001 | Horrorra akadva 2.                                     | Scary Movie 2                                | Cindy Campbell                     | Vadász Bea         | Keenen Ivory Wayans (2)       |
| 2002 | Frankenstein játékai                                   | May                                          | Polly                              | Szénási Kata       | Lucky McKee                   |
| 2002 | Tökös csaj                                             | The Hot Chick                                | April                              | Zsigmond Tamara    | Tom Brady                     |
| 2003 | Hóhányók                                               | Winter Break                                 | Justine                            | Molnár Ilona       | Marni Banack                  |
| 2003 | Elveszett jelentés                                     | Lost in Translation                          | Kelly                              | Szávai Viktória    | Sofia Coppola                 |
| 2003 | Horrorra akadva 3.                                     | Scary Movie 3                                | Cindy Campbell                     | Mezei Kitty        | David Zucker (1)              |
| 2005 |                                                        | Southern Belles                              | Belle Scott                        |                    | Paul S. Myers                 |
| 2005 | Brennan Shroff                                         | Southern Belles                              | Belle Scott                        |                    |                               |
| 2005 | Ezt jól kifőztük!                                      | Waiting...                                   | Serena                             | Ruttkay Laura      | Rob McKittrick                |
| 2005 | Brokeback Mountain – Túl a barátságon                  | Brokeback Mountain                           | Lashawn Malone                     | Balogh Anikó       | Ang Lee                       |
| 2005 | Csak barátok                                           | Just Friends                                 | Samantha James                     | Szabó Zselyke      | Roger Kumble                  |
| 2006 | Horrorra akadva 4.                                     | Scary Movie 4                                | Cindy Campbell                     | Vadász Bea         | David Zucker (2)              |
| 2006 | A szuper exnőm                                         | My Super Ex-Girlfriend                       | Hannah Lewis                       | Vadász Bea         | Ivan Reitman                  |
| 2006 | Édes és keserű                                         | Guilty Hearts                                | Jane Conelly                       |                    | több rendező                  |
| 2007 | Besütizve                                              | Smiley Face                                  | Jane F.                            | Für Anikó          | Gregg Araki                   |
| 2007 | Mama kicsi fia                                         | Mama's Boy                                   | Nora Flannigan                     | Bogdányi Titanilla | Tim Hamilton                  |
| 2008 | A házinyuszi                                           | The House Bunny                              | Shelley Darlington                 | Vadász Bea         | Fred Wolf                     |
| 2009 | A időutazás nagy kérdései                              | Frequently Asked Questions About Time Travel | Cassie                             | Csondor Kata       | Gareth Carrivick              |
| 2009 | A szerv                                                | Observe and Report                           | Brandi                             | Vadász Bea         | Jody Hill                     |
| 2009 | Derült égből fasírt                                    | Cloudy with a Chance of Meatballs            | Sam Sparks (hangja)                | Kovács Patrícia    | Phil Lord és Chris Miller (1) |
| 2009 | Alvin és a mókusok 2.                                  | Alvin and the Chipmunks: The Squeakquel      | Jeanette Miller (hangja)           | Ábel Anita         | Betty Thomas                  |
| 2010 | Maci Laci                                              | Yogi Bear                                    | Rachel Johnson                     | Ruttkay Laura      | Eric Brevig                   |
| 2011 | Szédületes éjszaka                                     | Take Me Home Tonight                         | Wendy Franklin                     | Bánfalvi Eszter    | Michael Dowse                 |
| 2011 | Számos pasas                                           | What's Your Number?                          | Ally Darling                       | Molnár Ilona       | Mark Mylod                    |
| 2011 | Alvin és a mókusok 3.                                  | Alvin and the Chipmunks: Chip-Wrecked        | Jeanette Miller (hangja)           | Ábel Anita         | Mike Mitchell                 |
| 2012 | A diktátor                                             | The Dictator                                 | Zoey                               | Bánfalvi Eszter    | Larry Charles                 |
| 2013 | Movie 43: Botrányfilm                                  | Movie 43                                     | Vanessa (The Proposition szegmens) | Dögei Éva          | Steve Carr                    |
| 2013 | Az a bizonyos első év                                  | I Give It a Year                             | Chloe                              | Bánfalvi Eszter    | Dan Mazer                     |
| 2013 | Derült égből fasírt 2. – A második fogás               | Cloudy with a Chance of Meatballs 2          | Sam Sparks (hangja)                | Kovács Patrícia    | Cody Cameron                  |
| 2013 | Derült égből fasírt 2. – A második fogás               | Cloudy with a Chance of Meatballs 2          | Sam Sparks (hangja)                | Kovács Patrícia    | Kris Pearn                    |
| 2014 | 22 Jump Street – A túlkoros osztag                     | 22 Jump Street                               | Anna (cameo)                       |                    | Phil Lord és Chris Miller (2) |
| 2015 | Alvin és a mókusok – A mókás menet                     | Alvin and the Chipmunks: The Road Chip       | Jeanette (hangja)                  | Ábel Anita         | Walt Becker                   |
| 2016 | Keanu: Macskaland                                      | Keanu                                        | önmaga (cameo)                     | Gáspár Kata        | Peter Atencio                 |
| 2017 | Az Emoji-film                                          | The Emoji Movie                              | Fricska (hangja)                   | Jordán Adél        | Tony Leondis                  |
| 2018 | Átejtve                                                | Overboard                                    | Kate                               | Ruttkay Laura      | Rob Greenberg                 |
| 2022 | Gátlástalan örökösök                                   | The Estate                                   | Savanna                            | Vadász Bea         | Dean Craig                    |
| 2024 | Kémecském: Az örök város                               | My Spy: The Eternal City                     | Nancy                              | Bertalan Ágnes     | Peter Segal                   |
| 2026 | Horrora akadva 6.                                      | Scary Movie 6                                | Cindy Campbell                     |                    | Keenen Ivory Wayans (3)       |
| 2026 | Toy Story 5.                                           | Toy Story 5                                  |                                    |                    | Andrew Stanton                |

### Televízió
| Év        | Magyar cím             | Eredeti cím                           | Szerep                             | Megjegyzések                                           |
| --------- | ---------------------- | ------------------------------------- | ---------------------------------- | ------------------------------------------------------ |
| 1991      |                        | Deception: A Mother's Secret          | Liz                                | tévéfilm                                               |
| 2002–2004 | Texas királyai         | King of the Hill                      | Lisa / betépett hippilány (hangja) | 2 epizód                                               |
| 2004      | Jóbarátok              | Friends                               | Erica                              | - 5 epizód - magyar hangja: - Madarász Éva             |
| 2004      |                        | Mad TV                                | önmaga                             | 2 epizód                                               |
| 2005      |                        | Blue Skies                            | Sarah                              | próbaepizód, nem került adásba                         |
| 2007      | Törtetők               | Entourage                             | önmaga                             | 3 epizód                                               |
| 2008      | A Playboy villa lányai | The Girls Next Door                   | önmaga                             | 1 epizód                                               |
| 2008–2011 | Saturday Night Live    | Saturday Night Live                   | önmaga                             | 2 epizód                                               |
| 2013–2020 | Anyák gyöngye          | Mom                                   | Christy Plunkett                   | - főszereplő (1–7. évad) - magyar hangja: Madarász Éva |
| 2015–     |                        | Anna Faris is Unqualified             | podcaster                          | főszereplő                                             |
| 2018      |                        | The Joel McHale Show with Joel McHale | Sandy                              | 1 epizód                                               |
| 2021      |                        | HouseBroken                           | Lil' Bunny / Chartreuse (hangja)   | 2 epizód                                               |
| 2022      | A Simpson család       | The Simpsons                          | Ashley, a hacker (hangja)          | 1 epizód                                               |
| 2022      |                        | The Peepkins                          | podcaster                          | főszereplő                                             |

## Bibliográfia
- Unqualified (2017) ISBN 978-0008239213

## Fordítás
- Ez a szócikk részben vagy egészben  az   Anna Faris című angol Wikipédia-szócikk fordításán alapul.  Az eredeti cikk szerkesztőit annak laptörténete sorolja fel. Ez a jelzés csupán a megfogalmazás eredetét és a szerzői jogokat jelzi, nem szolgál a cikkben szereplő információk forrásmegjelöléseként.